# Belägringen av Narva (1581)
Belägringen av Narva (1581) var en del av det livländska kriget (1558–1583) som genomgick en ny fas i och med att den svensk-polska alliansen hade bildats och de båda länderna inledde nya offensiver mot Ryssland.
Narva var en viktig handelsplats och från 1558 och framåt dominerade staden ryska östersjöhandeln med Västeuropa. Som en viktig handelsstad hade den försvarsanläggningar, mur och fästningen Ivangorod som låg på andra sidan floden med samma namn som staden.

## Förberedelser

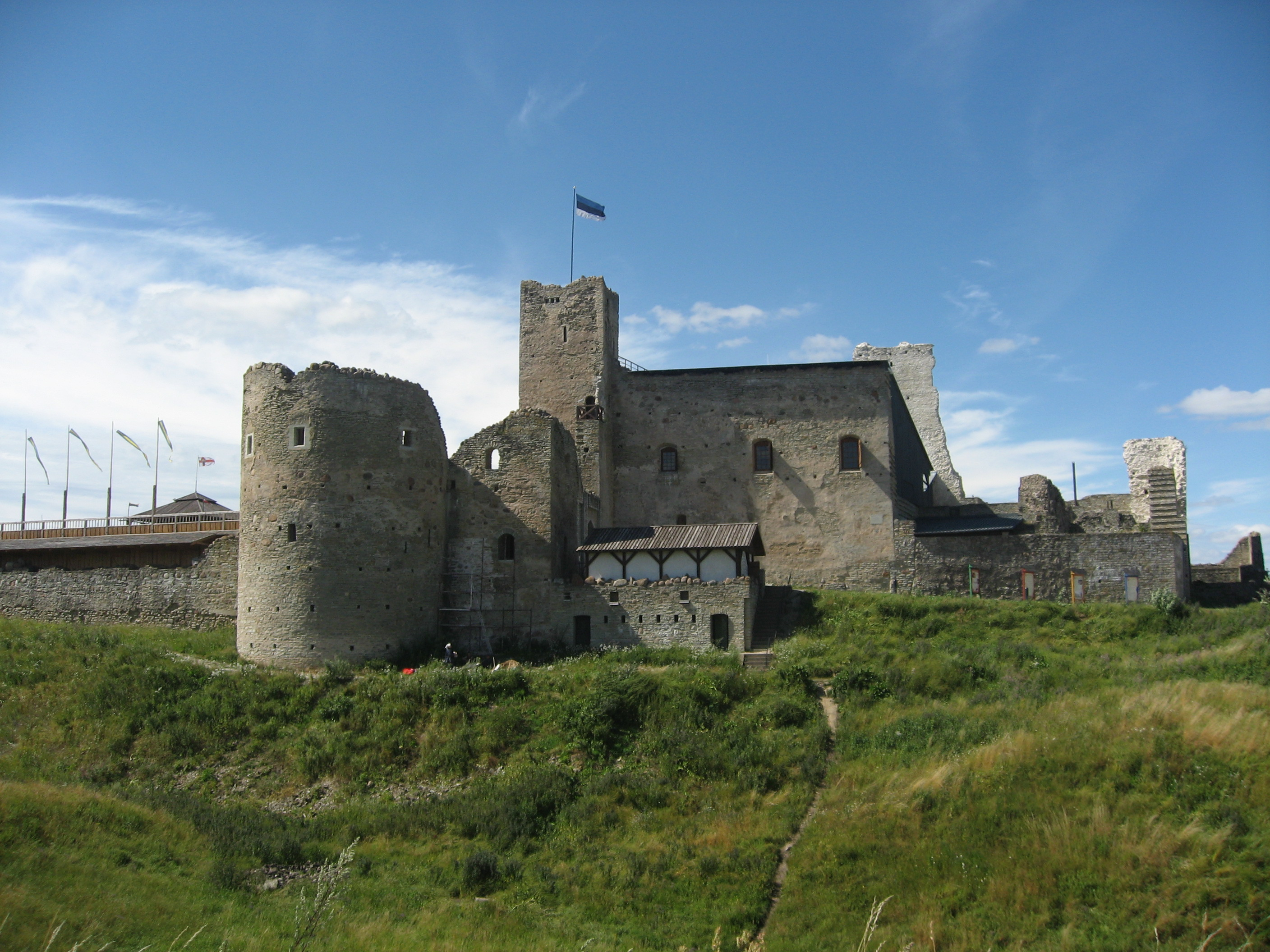
Bild över Wesenbergs fästning.

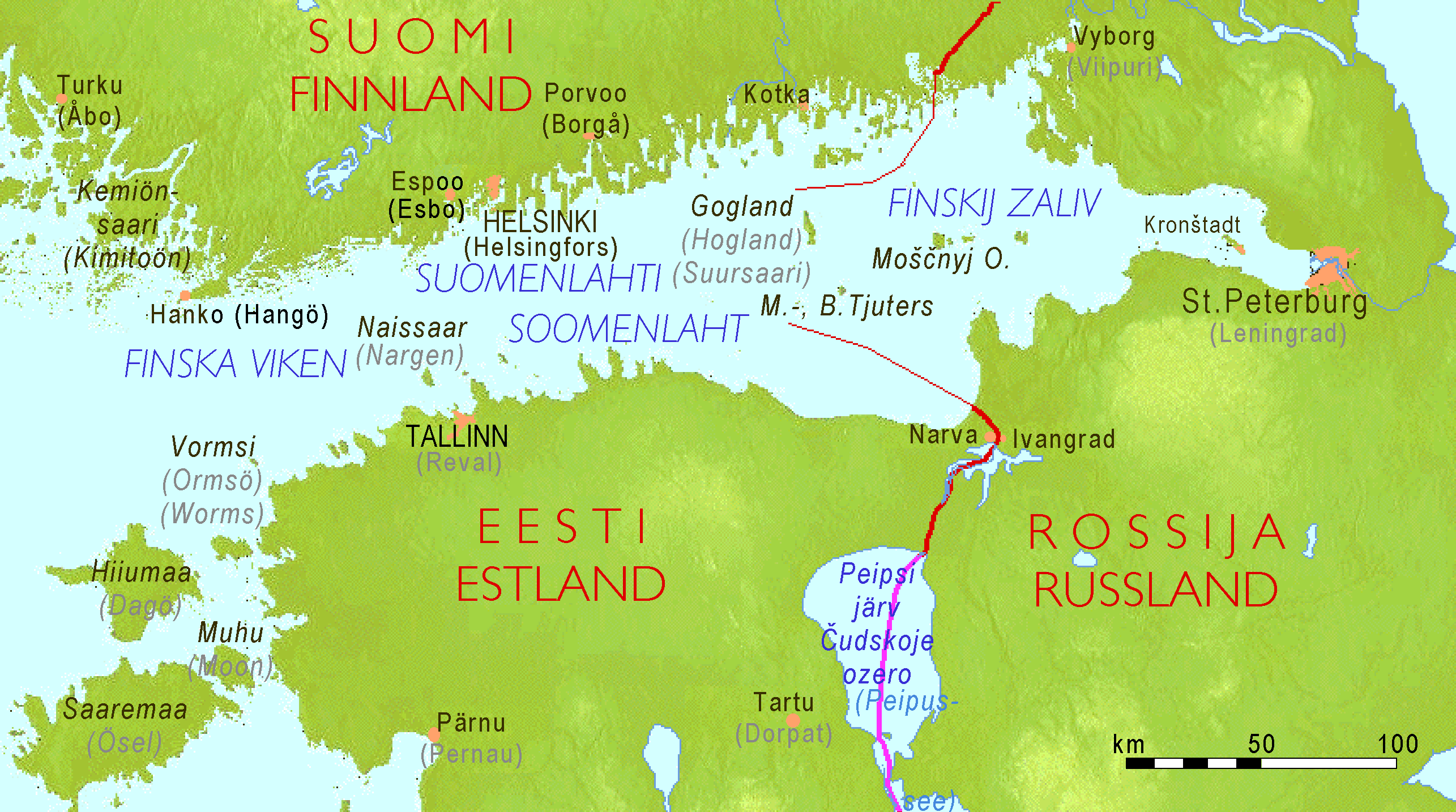
Karta över Finska viken.

I slutet av sommaren 1580 utnämndes De La Gardie till fältherre över armén i Finland. Kort där på under vintern till 1581 inleddes förberedelser för ett nytt fälttåg mot Narva. Den 2 februari 1581 avgick den svenska hären från Viborg och marscherade över den frusna Finska viken till Ingermanland, ett drag som skulle visa sig bli ett avgörande i de kommande striderna.
Armén gick i land vid Kolganpja och ryssarna överraskades fullständigt av att de svenska trupperna kom österifrån. Fästningarna Wesenberg och Tolsburg som låg mellan Reval och Narva, belägrades och i och med att forten föll den 4 mars respektive några dagar senare erövrades ett stort förråd med proviant och krigsmateriel.
Svenska garnisoner lämnades kvar i de erövrade forten och De La Gardie återvände till Finland och sedan i slutet av maj till Sverige och övervakade förberedelserna för ett fälttåg mot Narva. Under tiden erövrades Kexholm, vilket var den ryska infallsporten till Savolax och Karelen, medan återerövringen av estländska fort under ledning av Karl Henriksson Horn fortsatte. I slutet av juli intogs fästningarna Lode (nuvarande Koluvere), Leal och något senare även Hapsal.
Hela Estland förutom Weissenstein och Narva var nu i svenska händer.
Den svenska armén som befann sig i Estland räknade 8 000 man (5 800 knektar och 2 150 ryttare). Enligt De La Gardie var detta tillräckligt för att erövra båda Narva och Weissenstein. Belägringen av det sistnämnda fortet uppdrogs åt Kasper Tiesenhausen med en ryttarfana och tre knektfänrikor.

## Slaget
Återstoden av hären mot Narva och anlände dit den 18 augusti, förstärkningar från Finland anlände via skepp och armén uppgick då av ca 10 000 man.
De La Gardie anlände själv till Narva den 26 augusti och då gick större delen av armén till anfall från både västra och östra sidan.
Stormningen misslyckades och fyra dagar senare kontrade ryssarna med ett eget anfall, som dödade fyra artillerister, några soldater och erövrade en kanon.
Den 4 september återgick initiativet till svenskarna, som brände bron mellan Narva och Ivangorod.
Nu började man dessutom beskjuta på allvar stadsmuren, som sägs ha varit fem meter tjock.
Under två dygn, natt som dag bombarderade kanonerna stadsmuren och efter dom skapat ett flertal bräschor sände svenskarna bud in i staden med uppmaning till försvararna att kapitulera men de vägrade.
Den 6 september påbörjade därför svenskarna därför för stormning.
Inför fälttåget 1580 hade kung Johan III utfärdat restriktioner rörande plundring av Narva endast fick pågå i 24 timmar.
Bland annat sades uttryckligen att präster, munkar, nunnor, kvinnor, barn och gamla skulle skonas.
Detta total ignorerades av de anstormande svenska soldaterna som fick fria händer under det följande dygnet och under erövringen plundrades staden gruvligt. Enligt de la Gardies egna uppgifter skulle 7 000 människor ha dödats i staden. 

## Följder
Trots restriktioner rörande plundringen från kungen så drabbades Narvas befolkning hårt av de segerrusiga svenskarna som skonade ingen, allt enligt gammalt krigsbruk.
Man uppskattar att mellan 3 000-5000 försvarare och stadsbor föll offer för övervåldet som följde. 
Staden jämte stora delar av Estland tillföll Sverige efter freden 1583.
Emellertid så flyttades den ryska handeln efteråt från Narva till Dorpat, polskkontrollerade Riga, Pernau eller ryska Archangelsk uppe i norr vid Vita havet.